# Aphylla brevipes
Aphylla brevipes är en trollsländeart som först beskrevs av Selys 1854.  Aphylla brevipes ingår i släktet Aphylla och familjen flodtrollsländor. IUCN kategoriserar arten globalt som livskraftig. Inga underarter finns listade i Catalogue of Life.